# Catocalini

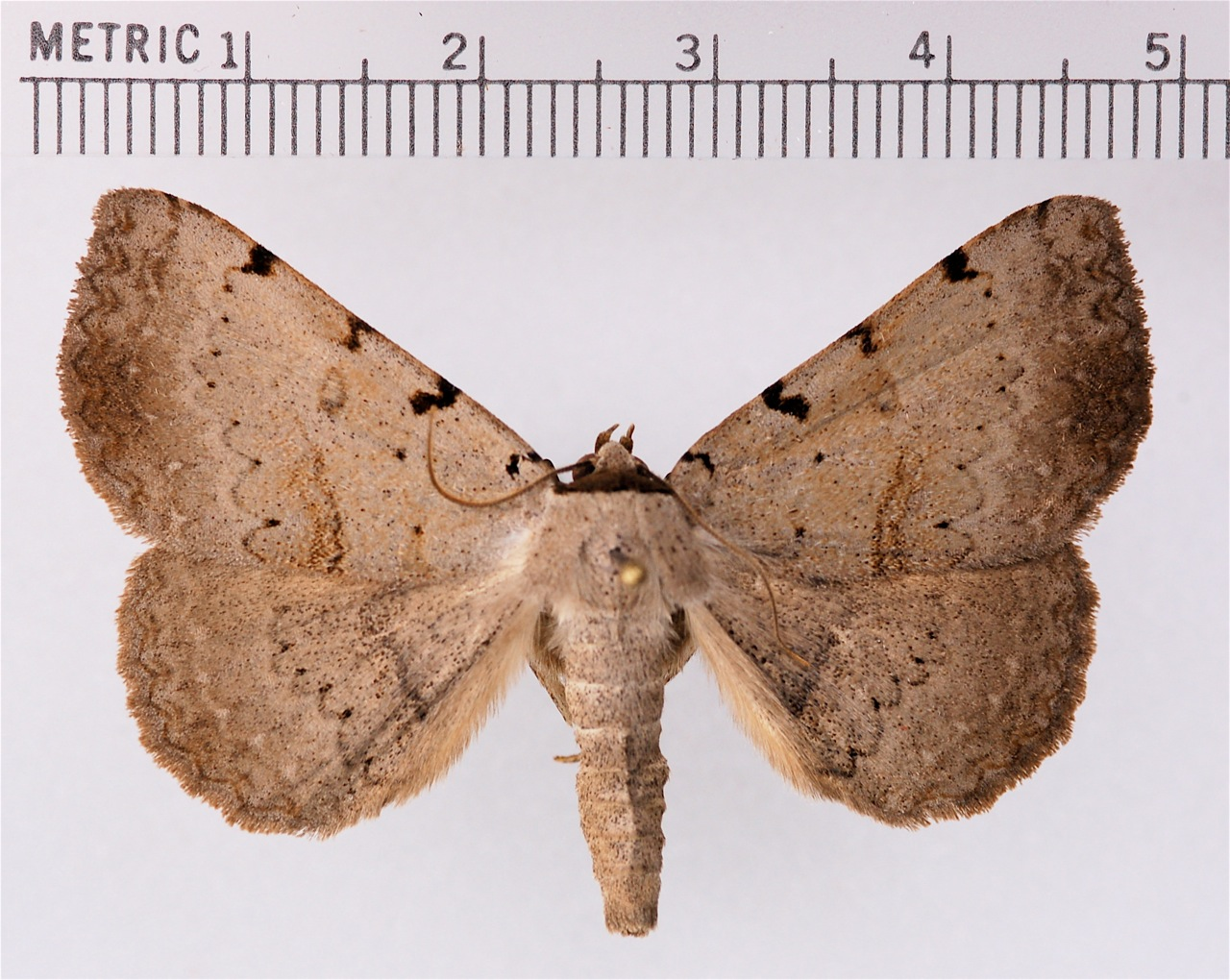
Spiloloma lunilinea

Catocalini es una tribu de polillas, la más grande de la subfamilia Catocalinae. Las taxonomías recientes han eliminado a Catocalinae y esta tribu pertenece a la subfamilia Erebinae de la familia Erebidae. La mayoría de las subtribus son pequeñas, pero algunas, tales como,  Toxocampina y Ophiusina, contienen muchos géneros.

## Subtribus
- Aediina
- Ophiusina
- Ectypina
- Synedina
- Catocalina
- Acantholipina
- Aventiina
- Arytrurina
- Toxocampina